# Lodovico Alighieri

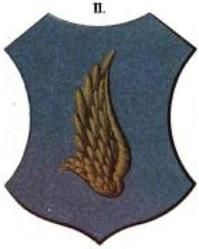
Stemma Alighieri discendenti di Dante.

Lodovico Alighieri (Verona, 1498 – Verona, 1547) è stato un nobile, giurista, politico e letterato italiano, figlio di Dante III Alighieri e quindi discendente del poeta Dante.

## Biografia
Figlio di Dante III e di Lucia Lanfranchini, era il fratello maggiore di Francesco e di Pietro IV, essendo nato nel 1498. Iscritto dal 1526 nel Collegio dei giudici della città di Verona e nel 1527 in quello del Consiglio cittadino, Lodovico Alighieri fu reputato essere un eccellente giurista. Vicario dei Mercanti, fu poi ambasciatore di Verona nel 1528, nel 1531 e nel 1533 (nelle ultime due date in missione a Vicenza), ed infine nel 1545 a Venezia, «a difendere...le cause della città». Scipione Maffei reputò Lodovico Alighieri persona dotta, in quanto grecista e latinista, e in rapporti epistolari con il letterato Lodovico Nogarola.
Si sposò con Eleonora del Conte Antonio Bevilacqua in una data ignota, dalla quale però non ebbe figli. Secondo le sue disposizioni testamentarie del 25 gennaio 1547, Lodovico dispose di essere sepolto nella Cappella Alighieri della chiesa di San Fermo Maggiore a Verona, in quel periodo in costruzione su disposizione del fratello, il canonico Francesco, che viene nominato per l'occasione erede universale.